# Јасеничка река
Јасеничка река је река у источној Србија, десно десно приточје Дунава, дужине око 55 km.
Јасеничка река потиче из источних падина меридионално издужене планине Дели Јован у региону Карпата, источна Србија. Река извире испод највишег врха планине Црни врх и тече на исток, изворно под именом Врелска река. Област је ретко насељена (села Поповица и Трњане (Неготин)).
Река протиче кроз Неготинску Крајину, између села Карбулово и Јасеница, река скреће на север, а одатле је позната као Јасеничка река. Река прави лук ка северу, па на југ у селу Милошево и након неколико километара до града Неготина, регионалног центра Неготинске крајине. Јасеничка река тада прелази на исток, пролази поред села Кобишница - Буковче и улива се у Дунав само неких 1,5 km северно од ушћа реке Тимок.